# Wesełe
Wesełe – osiedle typu miejskiego w obwodzie zaporoskim na Ukrainie, siedziba władz rejonu weselińskiego.

## Historia
Pierwsza wzmianka o miejscowości pochodzi z 1815. Status osiedla typu miejskiego posiada od 1957.
W 1989 osiedle liczyło 12 290 mieszkańców, a w 2013 – 10 071 mieszkańców.